# Joaquim Manich i Comerma
Joaquim Manich i Comerma (1882 - 1976) va ser un arquitecte català.
Va estudiar a l'Escola Superior d'Arquitectura de Barcelona, on es va llicenciar el 1911. Va exercir la seva carrera a Sabadell, on va ser professor de l'Escola Industrial d'Arts i Oficis. Va construir el monument franquista als caiguts de Sabadell (actual Racó del Campanar), com també és autor de diverses obres al Cementiri de Sabadell i del rengle de cases d'en Josep Mañona, entre d'altres. Va exercir d'arquitecte municipal de Sabadell.